# أزمة الأفيون في الولايات المتحدة الأمريكية

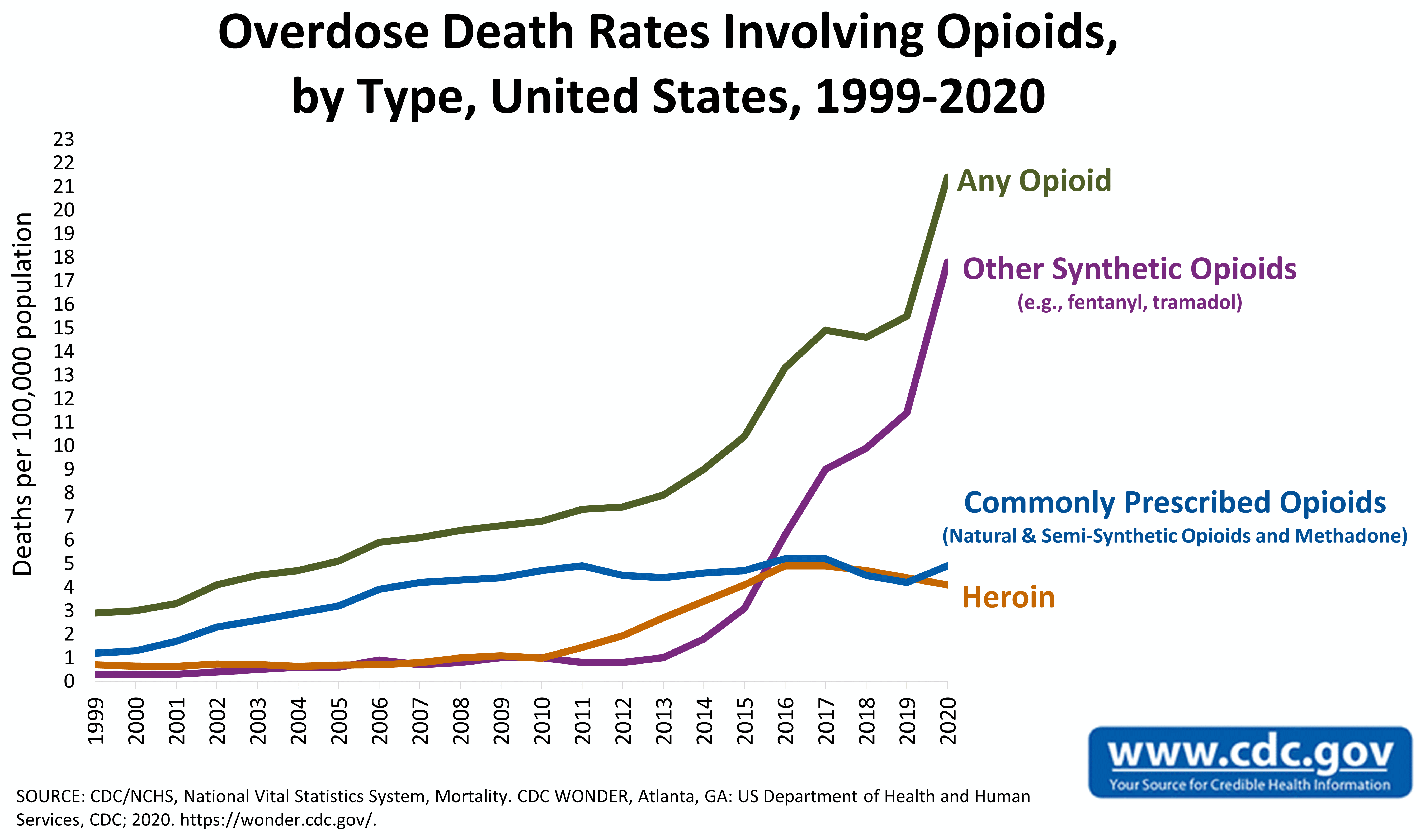
وفيات الجرعة الزائدة نتيجة تعاطي المواد التي تحتوي على المواد الأفيونية في الولايات المتحدة، بين عامي 2000-2015. الوفيات لكل 100,000 من السكان.

يشير مصطلح وباء الأفيون (والمعروف أيضًا باسم أزمة المواد الأفيونية) إلى الزيادة السريعة في استخدام أشباه الأفيونيات التي لا تستلزم وصفة طبية في الولايات المتحدة. المواد الأفيونية هي فئة من المسكنات، بما في ذلك تلك المشتقة طبيعيًا من الأفيون، مثل المورفين والهيروين، وأشباه الأفيونيات هي أدوية اصطناعية وشبه اصطناعية مماثلة مثل بيركوسيت ووفيكودين ووأوكسيكونتين وفينتانيل.
طبقًا لما ذكرته إدارة مكافحة المخدرات، فإن الوفيات المفرطة نتيجة تعاطي الجرعات الزائدة، لا سيما من العقاقير الطبية والهيروين، وصلت إلى مستويات وبائية.
كان هناك حوالي 52,000 حالة وفاة أميركية من جميع الجرعات الزائدة من المخدرات في عام 2015. كان ثلثا تلك الحالات، أي ما يقرب من 33,000 حالة، نتيجة تعاطي شبائه الأفيون، مقارنةُ ب 16,000 حالة في عام 2010 و 4000 حالة في عام 1999. في عام 2016، زادت الوفيات من الجرعات الزائدة عن العام السابق بنسبة 26٪ في كونيتيكت و35٪ في ديلاوير، و 39٪ في مين، و 62٪ في ماريلاند. ما يقرب من نصف جميع الوفيات نتيجة الجرعات الزائدة للمواد الأفيونية كانت بسبب تعاطي المواد الأفيوينة الموصوفة طبيًا.
أعلن محافظ ولاية ماريلاند حالة الطوارئ في مارس 2017 لمكافحة ذلك الوباء. وقال مدير مركز مكافحة الأمراض واتقائها توماس فريدن أن أمريكا غارقة في المواد الأفيونية، وإيجاد الحل السريع لذلك الوباء أمر بالغ الأهمية. خصص الرئيس دونالد ترامب 500 مليون دولار في ميزانية 2017 لمكافحة الإدمان على المواد الأفيونية وأسس لجنة لمكافحة هذا الوباء.

## خلفية

### الأسباب الرئيسية والتأثيرات
كان إدمان المواد الأفيونية في الغالب مشكلة أمريكية. فبين عامي 1991 و 2011، ارتفعت وصفات المسكنات في الولايات المتحدة من 76 مليون إلى 219 مليون وصفة طبية في السنة. شملت الحبوب الأفيونية المنصوص عليها البيركوسيت والفيكودين وأوكسيكودون وأوكسيكونتين.
إلى جانب هذه الزيادة في الحجم، زادت قوة المواد الأفيونية أيضًا. وبحلول عام 2002، يوصف لواحد من كل ستة من متعاطي المخدرات أدوية أقوى من المورفين؛ وبحلول عام 2012 تضاعفت النسبة إلى واحد من كل ثلاثة.
في أواخر التسعينات، تم تشخيص العديد من الأمريكان بألم مزمن، ويقدر أن يؤثر هذا على حوالي 100 مليون شخص أو ثلث سكان الولايات المتحدة. أدى ذلك إلى دفع شركات الأدوية والحكومة الاتحادية لتوسيع استخدام المواد الأفيونية المسكنة. ولكن عندما يستمر بعض المرضى في تناول الدواء بما يتجاوز ما يصفه الطبيب، سواء لتقليل الألم أو التمتع بالمشاعر البهيجة التي يعطيها، تكون تلك البداية لمراحل الإدمان القاتل. مع مرور الوقت، يتطور تحمل الدواء ويحتاج الشخص إلى استخدام كميات أكبر للحصول على نفس التأثير. يحدث الاعتماد، أو الإدمان، عندما يعتمد الشخص على الدواء لمنع أعراض الانسحاب.
ولتصحيح هذا النمو، بدأت الحكومة في عام 2010 في إيقاف الصيادلة والأطباء الذين كانوا يفرطون في وصف مسكنات الألم الأفيونية. ولكن أدى هذا إلى نتيجة غير مقصودة من تحول المستخدمين إلى استخدام الهيروين غير المشروع كبديل، وهو أكثر المخدرات سببًا للإدمان. كما حُرم بعض المرضى المدمنين من وصفات المواد الأفيونية لأن الأطباء حاولوا الحد من تعاطي المخدرات. ووجدت دراسة استقصائية أجريت في عام 2017 في يوتا أن حوالي 80% من متعاطي الهيروين بدأوا مراحل الإدمان عن طريق الوصفات الطبية.
فُرضت قوانين جديدة تحد من الحد الأقصى اليومي للمواد الأفيونية الموصوفة والتي تقتصر من تاريخ الوصفات الطبية إلى سبعة أيام في ولاية مين. ولكن أصاب القلق الأطباء من تحول المرضى إلى استخدام مخدرات الشوارع مثل الهيروين لتوسيع استخدام المسكنات. وبما أن الهيروين مسكن أقوى بكثير وأرخص من المواد الأفيونية الموصوفة طبيًا، ونتيجة لذلك، وبحلول عام 2015، في حين زادت الوفيات من الأفيونيات الموصوفة الطبية بنسبة 15٪ في جميع أنحاء البلاد، زادت الوفيات بين مستخدمي الهيروين بنسبة 23٪.
على الرغم من زيادة استخدام المسكنات، إلا أنه لم يحدث أي تغيير في نسبة حالات الألم المزمن المبلغ عنها في الولايات المتحدة. ومع ذلك، أصبح وباء الأفيون الحالي أسوأ أزمة مخدرات في التاريخ الأمريكي. توفي أكثر من 33,000 شخص بسبب الجرعات الزائدة في عام 2015، أي ما يعادل تقريبًا عدد الوفيات الناجمة عن حوادث السيارات، مع وفيات من الهيروين وحدها أكثر من حوادث القتل. كما أنه يترك الآلاف من الأطفال يحتاجون فجأة إلى الرعاية البديلة بعد وفاة والديهم بسبب الجرعات زائدة مما يخلق مشكة جديدة خاصة بهؤلاء الأطفال اليتامى.

### فنتانيل
الفنتانيل، هو أحد المسكنات الأفيونية الاصطناعية الحديثة، يتراوح من 50 إلى 100 مرة أكثر فعالية من المورفين و 30 إلى 50 مرة أكثر قوة من الهيروين، ويمكن لجرعة 2 ملغ فقط أن تصبح قاتلة. أصبح مزيج الهيروين والفنتانيل مشكلة كبيرة للمدن الكبرى، بما في ذلك فيلادلفيا وديترويت وشيكاغو. ونتيجةً لذلك، أدى استخدامه إلى ارتفاع الوفيات بين مستخدمي الهيروين والمسكنات الطبية، في حين أصبح من الأسهل الحصول عليه وإخفائه. فوجئ بعض المستخدمين الذين تم اعتقالهم أو دخولهم إلى المستشفى بأن ما كان يتناولونه ويعتقدون أنه هيروين كان فينتانيل بالفعل. ووفقًا لمدير مركز السيطرة على الأمراض توماس فريدن:
وبما أن الوفيات المفرطة التي تشمل الهيروين أكثر من أربعة أضعاف لتلك الخاصة بعام 2010، فإن ما كان بطيئا من تعطي الفنتانيل غير المشروع، وهو مادة أفيونية اصطناعية تزيد من 50 إلى 100 مرة من المورفين، أصبح الآن فيضان، مع زيادة كمية المخدرات القوية التي استولى عليها إنفاذ القانون بشكل كبير. أمريكا غارقة في المواد الأفيونية. وهو ما يجعل إيجاد حل عاجل أمر بالغ الأهمية.
ووفقًا لمراكز مكافحة الأمراض واتقائها، فإن معدلات الوفيات من المواد الأفيونية الاصطناعية، بما في ذلك الفنتانيل، زادت أكثر من 72٪ من 2014 إلى 2015. وبالإضافة إلى ذلك، تشير التقارير إلى أن مجموع الوفيات الناجمة عن الجرعات المفرطة من المواد الأفيونية قد لا يتم حسابها، لأنها لا تشمل الوفيات المرتبطة بالأفيونيات الاصطناعية التي تستخدم كمسكنات للألم. ويفترض مركز السيطرة على الأمراض الآن أن نسبة كبيرة من الزيادة في الوفيات ترجع إلى استخدام الفنتانيل المصنوع بطريقة غير مشروعة؛ لأن سبب وفيات الجرعة الزائدة لا يميز الفنتانيل الصيدلاني عن الفنتانيل المصنوع بطريقة غير مشروعة، وبالتالي فإن معدل الوفيات الفعلي يمكن أن يكون أعلى بكثير من ذلك المبلغ عنه.
يعتبر متعاطوا الهيروينو الفنتانيل أكثر عرضة لتعاطي الجرعات الزائدة لأنهم لا يعرفون أنهم يتعاطون مخدرات أقوى. في مارس / آذار 2017، اعتقلت شرطة نيو جيرسي شخصًا يمتلك ما يقرب من 31 باوند (14 كغم) من الفنتانيل (14 كغم من شأنه أن يسفر عن 7 ملايين جرعة مميتة.)  وكان من بين أولئك الذين ماتوا بسبب جرعة زائدة من الفنتانيل هو المغني برنس.
وقد تجاوز الفنتانيل الهيروين كقاتل في عدة مناطق: حدد مركز مكافحة الأمراض 998 حالة وفاة نتيجة الجرعة الزائدة من الفنتانيل في أوهايو في عام 2014، وهو نفس عدد الوفيات في الأشهر الخمسة الأولى من عام 2015. في كليفلاند، تم القبض على شخص يبيع حبوب الفنتانيل الزرقاء المقنعة لتبدو وكأنها جرعات من مسكنات الألم الأفيوني المعتدل، الأوكسيكودون. وقال المحامي الأمريكي لولاية أوهايو:
الحبوب التي يتم ضغطها وصبغها لتبدو وكأنها أوكسيكودون واحدة من الأشياء المرعبة حقًا. إذا كنت تستخدم الأوكسيكودون وتتناول الفنتانيل وأنت لا تعرف أنه هو الفنتانيل، فأت معرض بشكل كبير لتعاطي جرعة زائدة دون أن تدري. كل هذه الحبوب تشكل خطرًا محتملًا من الموت نتيجة تعاطي جرعة زائدة.
في حين تمثل العصابات المكسيكية المصدر الرئيسي للهيروين المهرب إلى الولايات المتحدة، فإن الموردين الصينيين يوفرون الفنتانيل الخام والآلات اللازمة لإنتاجه، وفقًا لما نشرته النشرة الطبية STAT.كما اكتشفت الشرطة في كولومبيا البريطانية مختبر لصنع 100,000 من حبوب الفنتانيل كل شهر، والتي كانت تُشحن إلى كالجاري، ألبرتا. تعاطى 90 شخصًا في كالجاري جرعات زائدة من الفنتانيل في عام 2015. وفي جنوب كاليفورنيا، كشف عاملون اتحاديون مختبرًا للأدوية في أحد المنازل مع ستة مكابس لضغط الحبوب، كل آلة من تلك الستة كانت قادرة على إنتاج الآلاف من الحبوب المخدرة في الساعة.

### العقود السابقة
في أوائل القرن العشرين كان قدامى محاربي الحرب العالمية الأولى يعودون إلى أوطانهم. في هذه المرحلة من الوقت، كانت هناك خيارات قليلة جدًا للمساعدة في تخفيف الألم. اعتمد الأطباء أساسًا على المورفين. وسرعان ما أصبحت المواد الأفيونية تعرف باسم المخدرات العجيبة. كانوا يستخدمونها حتى لأشياء بسيطة مثل السعال. لم يكن أحد يعرف إدمانها حتى عام 1920، ولم يمض وقت طويل ختى اعتبر الهيروين مخدرًا غير قانوني. مرة أخرى في منتصف القرن العشرين (حول توقيت الحرب العالمية الثانية)، كان الأطباء يستخدمون الأفيونيات بدلًا من الجراحة. وكانت هذه البداية لاستخدام الوصفات الطبية لصنع لشبائه الأفيون.
في الخمسينيات، حيث كان إدمان الهيروين معروفًا بين مغنيي الجاز، كان الهيروين لا يزال غير معروف إلى حدٍ ما من قبل الأميركيين العاديين، وكثير منهم رأوا أنه يمثل حالة مخيفة. امتد هذا الخوف إلى الستينيات والسبعينيات، على الرغم من أنه أصبح من الشائع أن نسمع أو نقرأ عن المخدرات مثل الماريجوانا، والتي كانت تستخدم على نطاق واسع في حفلات الروك مثل وودستوك. ولكن بدأت أخبار الهيروين وإدمان المواد الأفيونية في الانتشار عندما توفي بعض المشاهير مثل جانيس جوبلين وجون بيلوشي وجيم موريسون وليني بروس والذي لم يكن معروفًا لدى معظم الناس أنهم كانوا مدمنين، بسبب جرعات زائدة.
ازداد إدمان الهيروين بعدما عاد الجنود المدمنين من فيتنام خلال وبعد حرب فيتنام، حيث كان من السهل شراء الهيروين. كما زادت في مشاريع الإسكان ذات الدخل المنخفض خلال نفس الفترة الزمنية والتي عبر عنها المحرر السياسي كريستوفر كالدويل في كتاباته «فزع نيكسون بالبيت الأبيض». في عام 1971 أصدر بعض أعضاء الكونجرس تقريرًا متفجرًا عن انتشار وباء الهيروين بين الجنود الأمريكيين في فيتنام، إذ وُجد أن عشرة إلى خمسة عشر في المئة من الجنود كانوا مدمنين على الهيروين، مما دفع الرئيس نيكسون إلى إعلان تعاطي المخدرات «عدو العام رقم واحد». وبحلول عام 1973 كانت هناك 1.5 حالة وفاة نتيجةً لتعاطي جرعة زائدة لكل 100,000 شخص.
ثم توالى وباء الكراك من الكوكايين في منتصف إلى أواخر الثمانينيات. وكان معدل الوفيات أسوأ، حيث وصل إلى ما يقرب من 2 لكل 000 100. في عام 1982، حث نائب الرئيس جورج بوش الأب ومساعديه وكالة المخابرات المركزية الأمريكية CIA والجيش الأمريكي للمشاركة في جهود منع المخدرات.
وبالمقارنة، فإن وباء الأفيون الحالي يقتل 10.3 شخص لكل 100000شخص. وفي بعض الولايات يعتبر الأمر أسوأ بكثير: أكثر من 30 حالة لكل 100,000 شخص في نيو هامبشاير وأكثر من 40 حالة في ولاية فرجينيا الغربية. ومع وباء الأفيونيات المستمر، تغيرت الآراء حول تعاطي المخدرات. وقد أصبحت الحجج المتعلقة باستخدام الهيروين واستخدام الأفيون، التي كانت مدعومة بقوانين أخلاقية قوية، سواء كانت اجتماعية أو ثقافية أو قانونية، أضعف.

### المعلومات السكانية
الإدمان على الأفيون هو أيضُا مشكلة خطيرة خارج الولايات المتحدة، ومعظم أفرادها من الشباب. كانت غالبية الوفيات في جميع أنحاء العالم من الجرعات الزائدة من إما أفيونيات موصوفة طبيًا أو الهيروين غير المشروع. في أوروبا، شكلت الأفيونيات الموصوفة طبيًا ثلاثة أرباع الوفيات الناجمة عن جرعة زائدة بين أولئك الذين تتراوح أعمارهم بين 15 و 39 عام. ويقلق البعض الآن أن الوباء يمكن أن يصبح وباءًا عالميًا إذا لم يتم تقليصه.
و لا يتعلق هذا الأمر بالمخدرات نفسهافقط، بل إلى كون الأطباء في كثير من البلدان أقل تدريبًا ومعرفةً عن إدمان المخدرات، سواء عن أسبابه أو علاجه. وتشرح سيلفيا مارتينز، وهي عالمة في علم الأوبئة في جامعة كولومبيا:
وبمجرد أن تبدأ المستحضرات الصيدلانية في استهداف بلدان أخرى وتجعل الناس يشعرون بأن المواد الأفيونية آمنة، فقد نشهد ارتفاعا في تعاطي المواد الأفيونية. من مبدأ أن الأمر نفع هنا. فلم لا ينفع في مكان آخر؟.
قاربت معدلات تعاطي المخدرات الموصوفة طبيًا بين المراهقين في كندا وأستراليا وأوروبا معدلات المراهقين في الولايات المتحدة. وفي الشرق الأوسط، ولبنان والمملكة العربية السعودية، وفي أجزاء من الصين، وجدت الدراسات الاستقصائية أن واحدا من كل عشرة طلاب قد استخدم المسكنات الطبية لأغراض غير طبية. كما وُجدت معدلات عالية مماثلة من الاستخدام غير الطبي بين الشباب في جميع أنحاء أوروبا، بما في ذلك إسبانيا والمملكة المتحدة.
كان ضحايا الإدمان والجرعات الزائدة في الولايات المتحدة هم في الغالب من البيض والطبقة العاملة. ومن الناحية الجغرافية، فإن قاطني المناطق الريفية من البلد هم الأكثر تضررًا كنسبة مئوية من السكان الوطنيين. على الرغم من أن المناطق الأكثر ثراءًا، مثل مقاطعة بالم بيتش (فلوريدا) بفلوريدا، شهدت زيادة في الجرعة الزائدة بنسبة 91% منذ عام 2015.
كما كان هناك أيضًا اختلاف في عدد الوصفات الطبية التي كتبها الأطباء في ولايات مختلفة. وفي هاواي، كتب الأطباء حوالي 52 وصفة طبية لكل 100 شخص، في حين كُتب في ألاباما ما يقرب من 143 وصفة طبية لكل 100 شخص. ويعتقد الباحثون أن الاختلاف ينجم عن عدم وجود توافق في الآراء بين الأطباء في مختلف الولايات حول كمية الأدوية التي يصفها للألم. كما أدى ارتفاع معدل استخدام العقاقير الطبية إلى نتائج صحية أفضل أو رضا المرضى، وفقًا للدراسات.

## الإجراءات الحكومية الحالية
ومع ارتفاع عدد وصفات الأدوية شبه الأفيونية بين عامي 1991 و 2011 بنسبة 300٪، بدأت عصابات المخدرات تغمر الولايات المتحدة بالهيروين. جعل هذا الأمر لمستخدمي المواد الأفيونية، الهيروين أرخص، وأكثر قوة، وأسهل في كثير من الأحيان للحصول عليه من الأدوية الموصوفة طبيًا. وأصبحت سهولة الوصول إلى الهيروين من العوامل الرئيسية التي أدت إلى استخدام الهيروين.
تعتبر المنظمات الإجرامية المكسيكية الدولية هي المورد الرئيسي للهيروين في الولايات المتحدة. زاد إنتاج الهيروين في المكسيك بنسبة تزيد على 600٪ خلال أربع سنوات، من حوالي 8 أطنان مترية في عام 2005 إلى 50 طنا متريًا في عام 2009. وبين عامي 2010 و 2014، تضاعفت الكميات التي تم الاستيلاء عليه على الحدود. وطبقًا لما ذكرته إدارة مكافحة المخدرات، فإن المهربين والموزعين «يستفيدون في المقام الأول من وضع المخدرات في الشارع، مما يجعل العصابات المكسيكية شديدة الخطورة».:
- في يوليو / تموز 2016، دخل حكام معظم الولايات والأقاليم الأمريكية في «اتفاق لمكافحة الإدمان على المواد الأفيونية». واتفقوا على ضرورة اتخاذ إجراءات جماعية لإنهاء أزمة المواد الأفيونية، وستنسق ردود فعلهم على جميع مستويات الحكومة والقطاع الخاص، بما في ذلك مصنعو المواد الأفيونية والأطباء.[35]
- وفي ميريلاند، كحل عاجل للأزمة، أعلن الحاكم لاري هوجان، في 1 مارس 2017، حالة الطوارئ لمكافحة الزيادة السريعة في تعاطي الجرعات الزائدة. وسيؤدي الإعلان إلى زيادة وتسريع التنسيق بين الولايات والولايات المحلية.[36] في عام 2016 توفي حوالي 2000 شخص في الولاية بسبب جرعات زائدة من المواد الأفيونية.[37]
- في مارس 2017، قدمت ديلاوير، التي لديها معدل وفيات نتيجةً للجرعات الزائدة في المركز الثاني عشر، فواتير للحد من قدرة الأطباء على الإفراط في وصف مسكنات الألم وتحسين فرص الحصول على العلاج. في عام 2015 توفي 228 شخصًا بسبب الجرعة الزائدة، والتي زادت بنسبة 35٪ إلى 308 في عام 2016.[38]
- بدأت خطة مماثلة في ميشيغان في الشهر نفسه، مع إدخال الدولة نظام ميشيجان الآلي للوصفات الطبية، والذي من شأنه أن يسمح للأطباء بالتحقق لمعرفة توقيت وماهية المسكنات الموصوفة بالفعل للمريض، مما يضطر المدمنين إلى تبديل الأطباء للحصول على إمدادات جديدة من الأدوية.[39][40]
- تحاول ولاية يوتا أن تمرر قانونًا يسمح للأقارب بتقديم التماس إلى محكمة لتفويض علاج استخدام المواد المخدرة للكبار.[14]

وتشارك الحكومات المحلية أيضًا في محاولة السيطرة على أزمة الأفيون الخاصة بها. رفع مسؤولون في إيفرت، واشنطن دعوى قضائية ضد الشركة المصنعة للأوكسيكونتين، وهو أحد الأدوية الرائدة في مجال مسكنات الآلام، مدعين أن الشركة المصنعة كانت مهملة مما سمح بتهريب المخدرات بصورة غير قانونية إلى السكان وفشلها في منعها. تريد المدينة من الشركة أن تدفع تكاليف التعامل مع تلك الأزمة.
وقد أدرج الجراح العام الأمريكي بعض الإحصاءات التي تصف مدى المشكلة:
- يموت 78 أمريكي كل يوم جراء تعاطي جرعة زائدة من المواد الأفيونية.
- في عام 2014، أفاد أكثر من 10 ملايين شخص في الولايات المتحدة باستخدام المواد الأفيونية الموصوفة طبيًا لأسباب غير طبية، بينما استوفى قرابة مليوني شخص فوق سن الثانية عشر معايير تشخيص اضطراب تعاطي المواد المحتوية على المواد الأفيونية الموصوفة طبيًا.
- تضاعف عدد وصفات الأدوية شبه الأفيونية أربعة أضعاف منذ عام 1999، ولكن لم يحدث تغير عام في عدد حالات الألم المزمن الذي ذكره الأمريكيون.
- يكافح ما يقرب إلى واحد من كل أربعة مرضى يتلقون العلاج الأفيوني على المدى الطويل في وضع الرعاية الأولية الإدمان.

في عام 2011، أصدرت إدارة أوباما ورقة بيضاء تصف خطة الإدارة للتعامل مع الأزمة. وقد أعربت العديد من المجموعات الاستشارية الطبية والحكومية الأخرى في جميع أنحاء العالم عن قلقها إزاء مشكلة الإدمان وتعاطي الجرعات الزائدة العرضية.

## مراقبة الوصفات الطبية
اعتبارًا من أبريل 2017، تواجدت برامج مراقبة المسكنات الموصوفة طبيًا في كل ولاية. تسمح تلك البرامج اللصيادلة والأطباء بالوصول إلى تواريخ الوصفات الطبية للمرضى لتحديد الاستخدام المشبوه. ومع ذلك، نشرت دراسة استقصائية للأطباء الأمريكيين في عام 2015 أن 53٪ فقط من الأطباء يستخدمون هذه البرامج، في حين أن 22٪ منهم لم يكونوا على دراية بهذه البرامج من الأساس. وقد تم تكليف مراكز مكافحة الأمراض واتقائها بتأسيس ونشر مبدأ توجيهي جديد، وقد تم الالتزام به بشدة. 
نشر مراكز مكافحة الأمراض في عام 2016 توجيهاته لوصف المواد الأفيونية للألم المزمن، والتوصية باستخدام المواد الأفيونية فقط عند توقع تفوق فوائد تلك المسكنات على المخاطر، ثم تستخدم بأقل جرعة فعالة، مع تجنب استخدام الأفيونيات والبنزوديازيبينات المتزامنة كلما أمكن ذلك. واقترحت سيلفيا مارتينز، وهي عالمة علم الأوبئة في جامعة كولومبيا، الحصول على مزيد من المعلومات حول المخاطر:
قد يكون «القبول الاجتماعي» الأكبر لاستخدام هذه الأدوية (مقابل المواد غير المشروعة) والتصور الخاطئ بأنها «آمنة» عاملًا مساهمًا في إساءة استخدامها. وبالتالي، فإن الهدف الرئيسي للتدخل هو عامة الناس، بما في ذلك الآباء والشباب، الذين يجب أن يكونوا على علم أفضل بالآثار السلبية لمشاركتهم الآخرين الأدوية الموصوفة لأمراضهم الخاصة. ومما يتمتع بنفس القدر من الأهمية تحسين تدريب الممارسين الطبيين وموظفيهم من أجل التعرف على المرضى الذين يواجهون مخاطر محتملة تتمثل في إمكانية تطوير العلاج غير الطبي، والنظر في العلاجات البديلة المحتملة، فضلًا عن مراقبة الأدوية التي يوزعونها على هؤلاء المرضى عن كثب.

## معرض صور

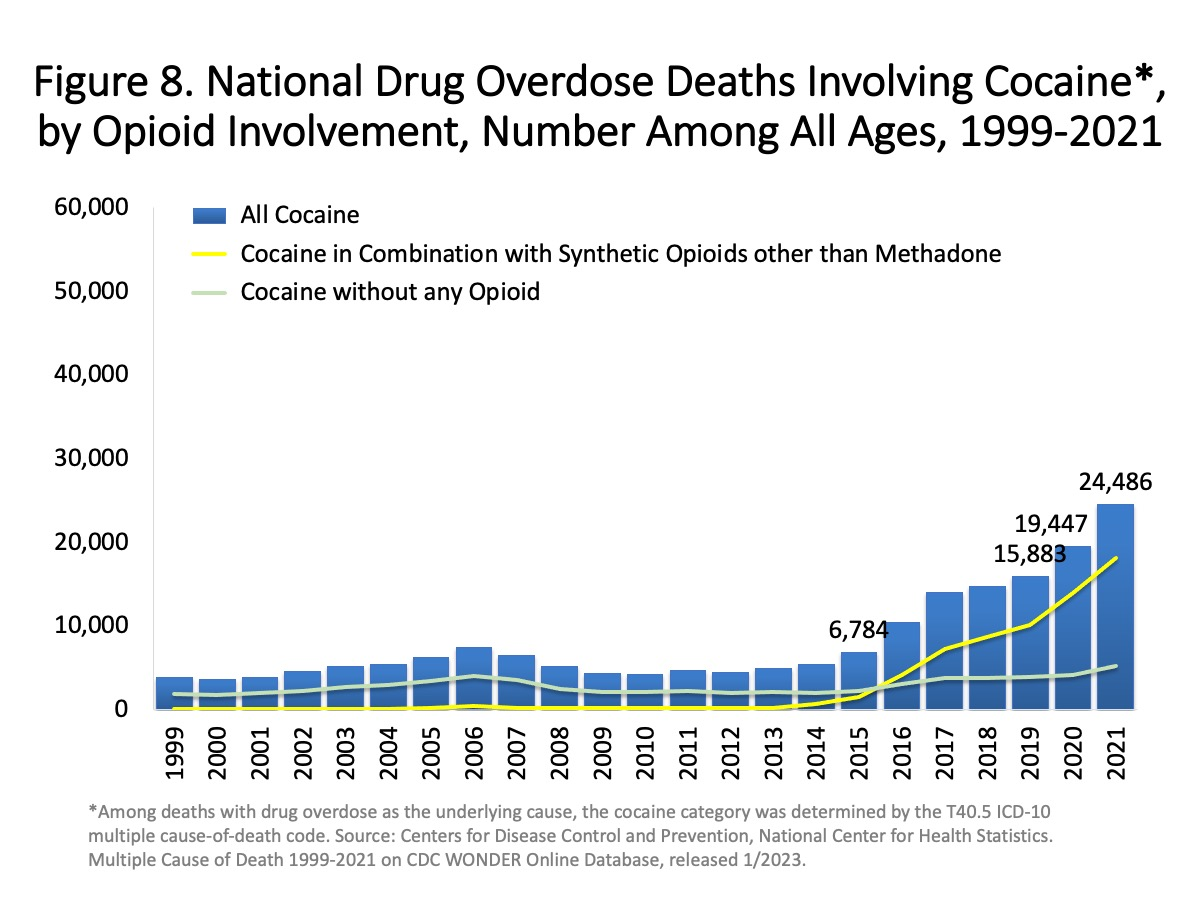
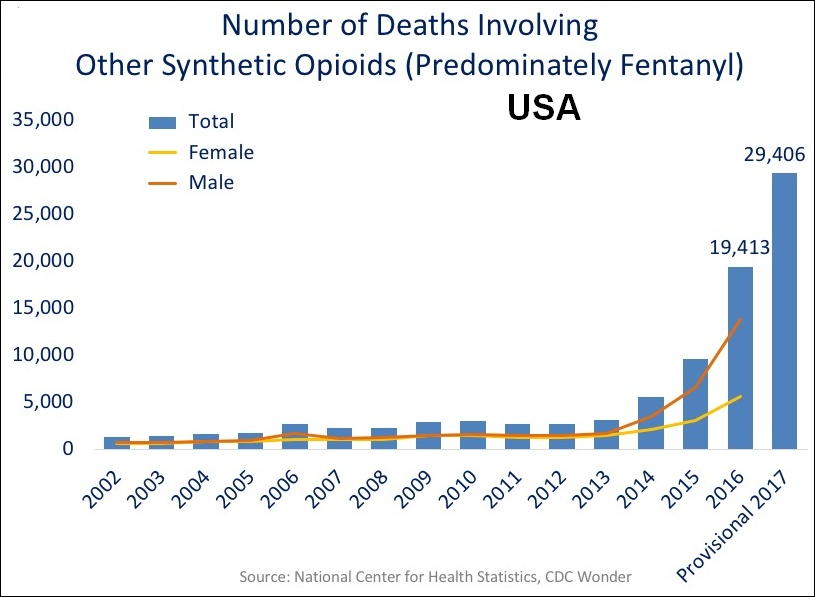
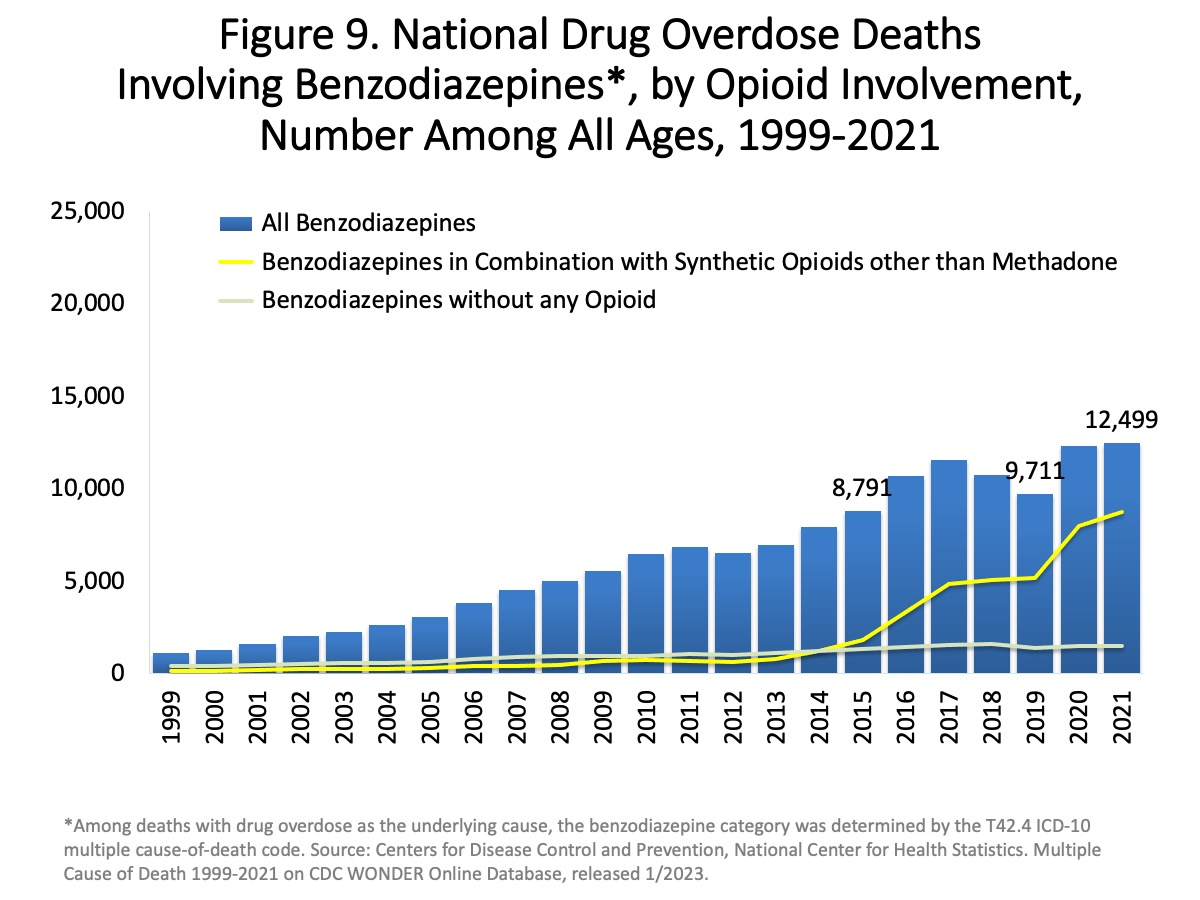
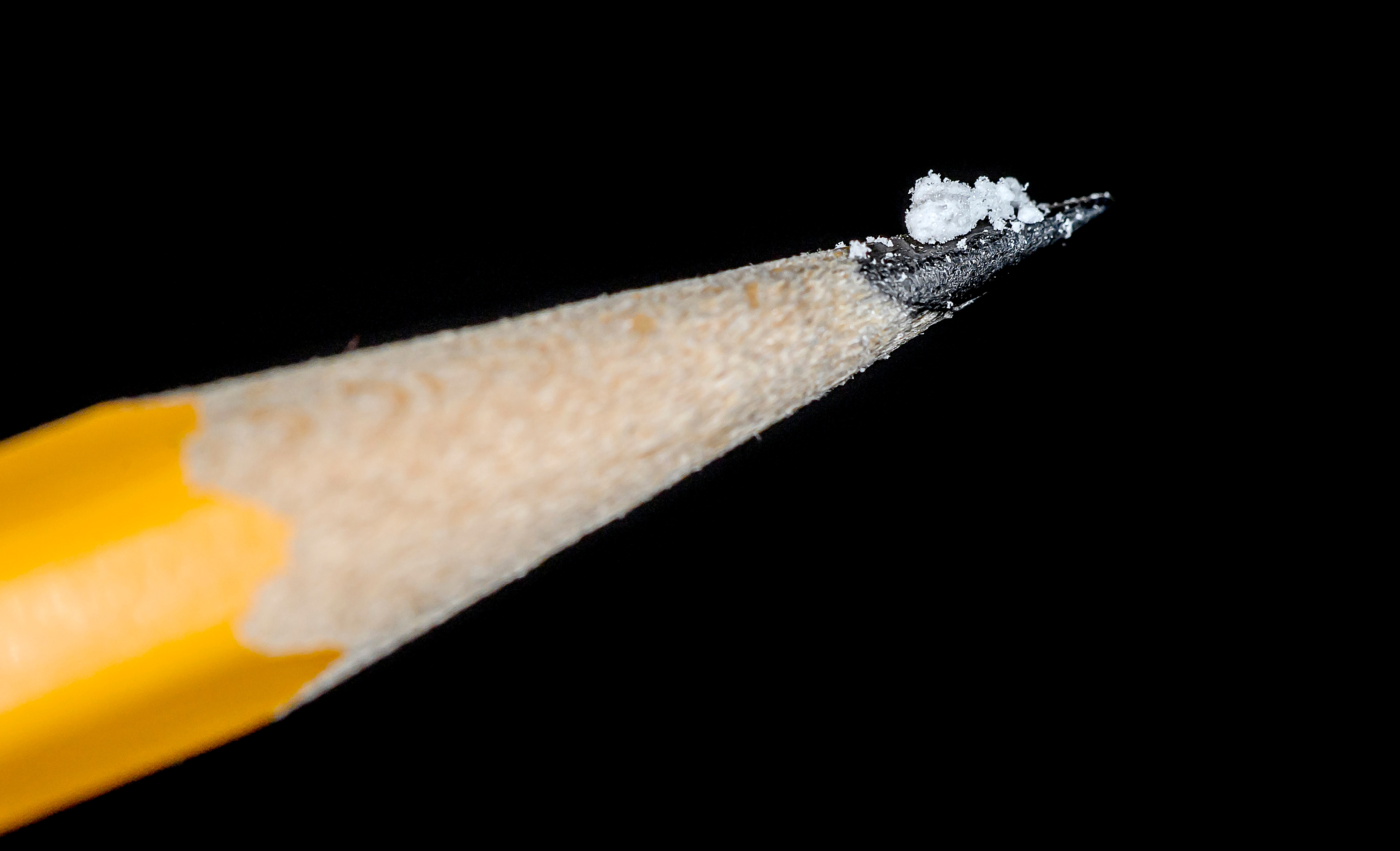
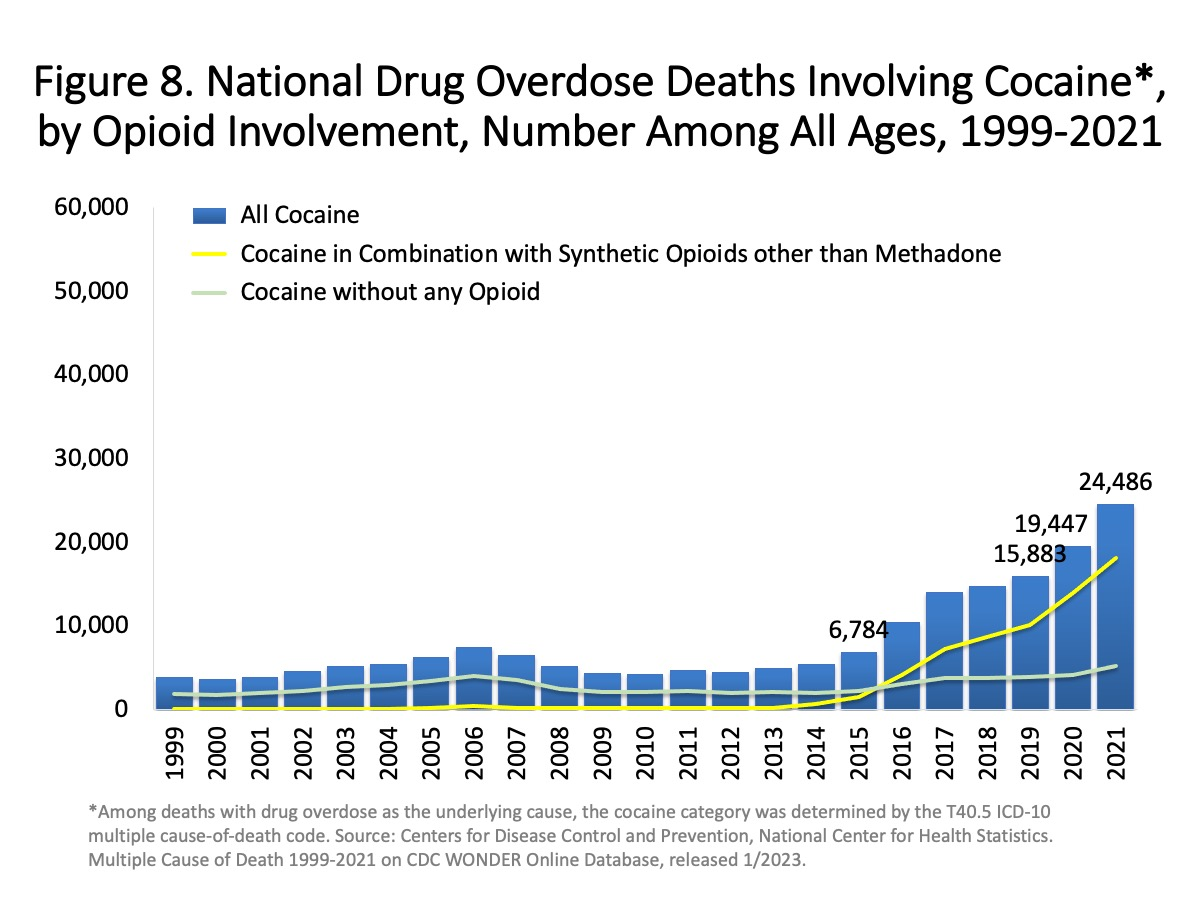
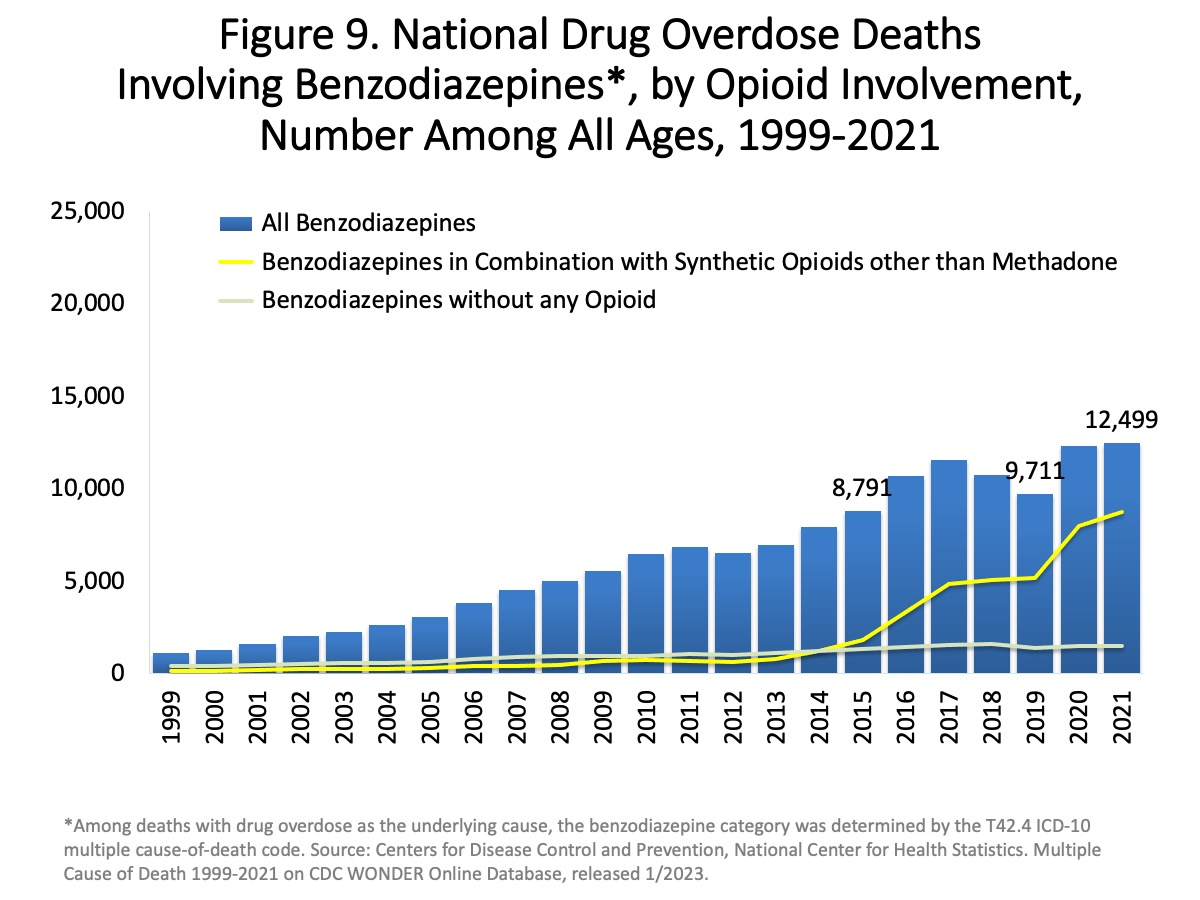